# Landtagswahlkreis Eisleben
Der Landtagswahlkreis Eisleben (Wahlkreis 30) ist ein Landtagswahlkreis in Sachsen-Anhalt. Er umfasste zur Landtagswahl in Sachsen-Anhalt 2021 vom Landkreis Mansfeld-Südharz die Einheitsgemeinden Gerbstedt, Hettstedt und Lutherstadt Eisleben sowie die Verbandsgemeinde Mansfelder Grund-Helbra mit den Gemeinden Ahlsdorf, Benndorf, Blankenheim, Bornstedt, Helbra, Hergisdorf, Klostermansfeld und Wimmelburg.
Der Wahlkreis wird in der achten Legislaturperiode des Landtages von Sachsen-Anhalt von René Barthel vertreten, der das Direktmandat bei der Landtagswahl am 6. Juni 2021 mit 32,3 % der Erststimmen erstmals gewann. Davor wurde der Wahlkreis von 2016 bis 2021 von Jens Diederichs vertreten.

## Wahl 2021
Im Vergleich zur Landtagswahl 2016 wurde der Zuschnitt des Wahlkreises nicht verändert. Der Name des Wahlkreises blieb gleich, die Nummer wurde jedoch von 32 auf 30 geändert.
Es traten sieben Direktkandidaten an. Von den Direktkandidaten der vorhergehenden Wahl traten Stefan Gebhardt und Bettina Hellfayer erneut an. Kathrin Tarricone kandidierte 2016 im Landtagswahlkreis Querfurt. René Barthel gewann mit 32,3 % der Erststimmen erstmals das Direktmandat. Stefan Gebhardt zog über Platz 4 der Landesliste der Partei Die Linke und Kathrin Tarricone über Platz 4 der Landesliste der FDP ebenfalls in den Landtag ein.
|                       |                      | Erst- stimmen | Erst- stimmen | Zweit- stimmen | Zweit- stimmen |
| Bewerber              | Partei               | Anzahl        | %             | Anzahl         | %              |
| --------------------- | -------------------- | ------------- | ------------- | -------------- | -------------- |
| Wahlberechtigte       | Wahlberechtigte      | 48.529        | 100,0         | 48.529         | 100,0          |
| Wähler                | Wähler               | 26.805        | 55,2          | 26.805         | 55,2           |
| Ungültige Stimmen     | Ungültige Stimmen    | 586           | 2,2           | 521            | 1,9            |
| Gültige Stimmen       | Gültige Stimmen      | 26.219        | 97,8          | 26.284         | 98,1           |
| davon                 |                      |               |               |                |                |
| René Barthel          | CDU                  | 8.463         | 32,3          | 9.652          | 36,7           |
| Reiner Kretschmann    | AfD                  | 7.508         | 28,6          | 6.977          | 26,5           |
| Stefan Gebhardt       | DIE LINKE            | 4.364         | 16,6          | 3.065          | 11,7           |
| Marco Steckel         | SPD                  | 2.355         | 9,0           | 2.095          | 8,0            |
| Jürgen Eberhard Grobe | GRÜNE                | 693           | 2,6           | 661            | 2,5            |
| Kathrin Tarricone     | FDP                  | 1.865         | 7,1           | 1.553          | 5,9            |
| –                     | FREIE WÄHLER         | –             | –             | 317            | 1,2            |
| –                     | NPD                  | –             | –             | 83             | 0,3            |
| –                     | Tierschutzpartei     | –             | –             | 342            | 1,3            |
| –                     | Tierschutzallianz    | –             | –             | 91             | 0,3            |
| –                     | LKR                  | –             | –             | 6              | 0,0            |
| –                     | Die PARTEI           | –             | –             | 204            | 0,8            |
| –                     | Gartenpartei         | –             | –             | 143            | 0,5            |
| Bettina Hellfayer     | FBM                  | 971           | 3,7           | 362            | 1,4            |
| –                     | TIERSCHUTZ hier!     | –             | –             | 209            | 0,8            |
| –                     | dieBasis             | –             | –             | 301            | 1,1            |
| –                     | Klimaliste ST        | –             | –             | 11             | 0,0            |
| –                     | ÖDP                  | –             | –             | 12             | 0,0            |
| –                     | Die Humanisten       | –             | –             | 23             | 0,1            |
| –                     | Gesundheitsforschung | –             | –             | 85             | 0,3            |
| –                     | PIRATEN              | –             | –             | 70             | 0,3            |
| –                     | WiR2020              | –             | –             | 22             | 0,1            |

## Wahl 2016
Bei der Landtagswahl in Sachsen-Anhalt 2016 waren 52.285 Einwohner wahlberechtigt; die Wahlbeteiligung lag bei 57,9 %. Jens Diederichs gewann das Direktmandat für die AfD.
| Bewerber          | Partei   | Erststimmen in % | Zweitstimmen in % |
| ----------------- | -------- | ---------------- | ----------------- |
| Eduard Jantos     | CDU      | 20,7             | 25,8              |
| Stefan Gebhardt   | LINKE    | 21,4             | 18,9              |
| Norbert Born      | SPD      | 14,4             | 9,7               |
| Ingo Bodtke       | FDP      | 4,3              | 4,0               |
| Dagmar Edel       | GRÜNE    | 3,5              | 2,8               |
| Jens Diederichs   | AfD      | 31,5             | 28,8              |
| Bettina Hellfayer | FBM      | 4,2              | 2,4               |
| –                 | Sonstige | –                | 7,6               |

## Wahl 2011
Bei der Landtagswahl in Sachsen-Anhalt 2011 waren 44.215 Einwohner wahlberechtigt; die Wahlbeteiligung lag bei 49,1 %. Jens Bullerjahn gewann das Direktmandat für die SPD.
| Bewerber        | Partei           | Erststimmen in % | Zweitstimmen in % |
| --------------- | ---------------- | ---------------- | ----------------- |
| Eduard Jantos   | CDU              | 24,0             | 27,9              |
| Angelika Klein  | Die Linke        | 24,8             | 25,6              |
| Jens Bullerjahn | SPD              | 34,9             | 26,6              |
| Mario Friesel   | FDP              | 2,9              | 3,4               |
| Christian Ryll  | GRÜNE            | 3,0              | 4,1               |
| Harald Henke    | Freie Wähler     | 5,1              | 3,2               |
| –               | KPD              | –                | 0,1               |
| –               | MLPD             | –                | 0,2               |
| Kai Halle       | NPD              | 5,3              | 5,6               |
| –               | ödp              | –                | 0,1               |
| –               | Tierschutzpartei | –                | 1,6               |
| –               | Piraten          | –                | 1,1               |
| –               | SPV              | –                | 0,4               |

## Wahl 2006
Bei der Landtagswahl in Sachsen-Anhalt 2006 traten folgende Kandidaten an:
| Name                              | Partei          | Anteil der Erststimmen |
| --------------------------------- | --------------- | ---------------------- |
| Dirk Schatz                       | CDU             | 32,2 %                 |
| Angelika Klein                    | Die Linke       | 26,3 %                 |
| Jens Bullerjahn                   | SPD             | 28,9 %                 |
| Ingo-Werner Huth                  | FDP             | 6,5 %                  |
| Frank Vollmer                     | GRÜNE           | 2,6 %                  |
| Harald Henke                      | BBW             | 2,3 %                  |
| Lutz Reuscher                     | Off D-STATT-DSU | 1,3 %                  |
| Wahlberechtigte: 44.047 Einwohner |                 |                        |
| Wahlbeteiligung: 47,0 %           |                 |                        |

## Wahl 2002
Bei der Landtagswahl in Sachsen-Anhalt 2002 traten folgende Kandidaten an:
| Name                              | Partei        | Anteil der Erststimmen | Anteil der Zweitstimmen |
| --------------------------------- | ------------- | ---------------------- | ----------------------- |
| Eduard Jantos                     | CDU           | 36,5 %                 | 37,6 %                  |
| Manfred Lüning                    | PDS           | 22,3 %                 | 22,1 %                  |
| Jens Bullerjahn                   | SPD           | 23,5 %                 | 19,3 %                  |
| Martin Fricke                     | FDP           | 12,4 %                 | 12,6 %                  |
| -                                 | GRÜNE         | -                      | 0,9 %                   |
| Karl Soblik                       | Schill-Partei | 5,3 %                  | 5,3 %                   |
| -                                 | Sonstige      | -                      | 2,2 %                   |
| Wahlberechtigte: 45.419 Einwohner |               |                        |                         |
| Wahlbeteiligung: 55,4 %           |               |                        |                         |

## Wahl 1998
Bei der Landtagswahl in Sachsen-Anhalt 1998 traten folgende Kandidaten an:
| Name                              | Partei   | Anteil der Erststimmen | Anteil der Zweitstimmen |
| --------------------------------- | -------- | ---------------------- | ----------------------- |
| Bernd Skrypek                     | CDU      | 28,5 %                 | 24,2 %                  |
| Hans Köhler                       | PDS      | 25,9 %                 | 20,9 %                  |
| Jens Bullerjahn                   | SPD      | 40,2 %                 | 34,4 %                  |
| Hans Wolfgang Halstenberg         | FDP      | 5,4 %                  | 3,3 %                   |
| -                                 | GRÜNE    | -                      | 1,9 %                   |
| -                                 | DVU      | -                      | 13,7 %                  |
| -                                 | Sonstige | -                      | 1,6 %                   |
| Wahlberechtigte: 46.635 Einwohner |          |                        |                         |
| Wahlbeteiligung: 71,8 %           |          |                        |                         |

## Wahl 1994
Bei der Landtagswahl in Sachsen-Anhalt 1994 traten folgende Kandidaten an:
| Name                              | Partei   | Anteil der Erststimmen | Anteil der Zweitstimmen |
| --------------------------------- | -------- | ---------------------- | ----------------------- |
| Manfred Thon                      | CDU      | 33,5 %                 | 35,6 %                  |
| Anneliese Bergmann                | PDS      | 19,5 %                 | 18,9 %                  |
| Jens Bullerjahn                   | SPD      | 36,0 %                 | 34,7 %                  |
| Gerhard Kögel                     | FDP      | 6,3 %                  | 4,1 %                   |
| Ursula Heise                      | GRÜNE    | 4,7 %                  | 3,2 %                   |
| -                                 | Sonstige | -                      | 3,5 %                   |
| Wahlberechtigte: 47.380 Einwohner |          |                        |                         |
| Wahlbeteiligung: 54,9 %           |          |                        |                         |

## Wahl 1990
Bei der Landtagswahl in Sachsen-Anhalt 1990 traten folgende Kandidaten an:
| Name                              | Partei   | Anteil der Erststimmen | Anteil der Zweitstimmen |
| --------------------------------- | -------- | ---------------------- | ----------------------- |
| Manfred Thon                      | CDU      | 43,3 %                 | 40,5 %                  |
| Christiane Rudloff                | PDS      | 11,8 %                 | 11,9 %                  |
| Jens Bullerjahn                   | SPD      | 24,6 %                 | 25,1 %                  |
| Dieter Otys                       | FDP      | 15,1 %                 | 15,4 %                  |
| Ursula Heise                      | GRÜNE    | 3,5 %                  | 3,3 %                   |
| Klaus König                       | DSU      | 1,7 %                  | 1,5 %                   |
|                                   | Sonstige | -                      | 2,3 %                   |
| Wahlberechtigte: 54.196 Einwohner |          |                        |                         |
| Wahlbeteiligung: 67,6 %           |          |                        |                         |